# 구마노 수군
구마노 수군(熊野水軍)은 일본 기이반도(紀伊半島) 남동부、구마노나다(熊野灘)、가레키나다(枯木灘)에 닿아 있는 지역을 거점으로 했던 수군이다. 구마노 해적(熊野海賊)이라고도 불렸다. 세토 내해(瀬戸内海)의 제해권을 손에 쥐고 헤이안 시대(平安時代) 말기의 내란이나 지쇼-주에이의 난(治承・寿永の乱)으로 불리는 겐페이 전쟁(源平合戦)에서도 활약한 사실이 알려져 있다.
배를 만들 수 있는 풍부한 목재와 천연의 입지를 가진 항구를 가졌을 뿐 아니라 경작지가 부족한 구마노 지역이었기에 일찍부터 바다를 무대로 활약하는 수군이 발달하였다. 기탄 해협(紀淡海峡) 등 시코쿠(四国)와 기이반도 사이에 출몰하던 난카이 해적(南海海賊) 대부분이 구마노 포구를 거점으로 하는 해상 영주(領主)로 그들을 구마노벳토(熊野別当)가 통괄하였다.
구마노벳토에는 겐지(源氏)와 연고가 있는 신구 벳토(新宮別当) 가문과 헤이시(平氏)와 연고가 있는 다나베 벳토(田辺別当) 가문이라는 두 유력 가문이 있었고 이들은 겐페이 양측과도 관련이 있었다. 겐페이 전쟁의 최종결전이었던 단노우라 전투(壇ノ浦の戦い)에서는 헤이케측이었던 단조(湛増)가 겐지에 가담해 겐지의 승리를 이끌었다.

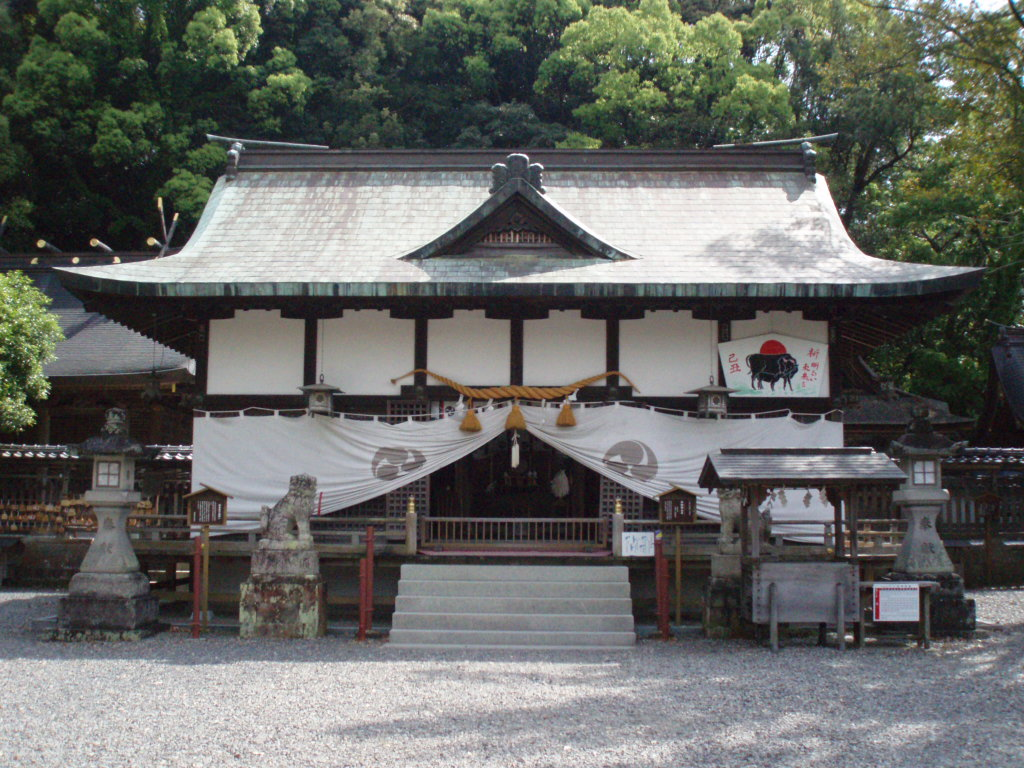
와카야마현(和歌山県) 다나베시(田辺市)에 있는 도케이 신사의 배전. 구마노 수군과 관련된 곳이기도 하다.

다나베는 구마노 가도(熊野街道)의 오오헤치(大辺路)와 나카헤치(中辺路), 현재 구마노 고도(熊野古道)라 불리는 일본 고대 도로의 분기점이 되는 곳으로, 이곳에 있는 도케이 신사(闘鶏神社)는 일본의 황족이나 귀족들은 구마노 참배 때에는 항상 이곳에 들러 기원하였으며, 구마노 산잔(熊野三山)의 모두를 제신(祭神)으로 모시는 구마노의 별궁적인 존재로써 이곳 참배를 하는 것만으로도 구마노산잔을 일일이 참배한 것으로 간주되기도 했다. 헤이안 시대 말기의 구마노벳토였던 단케이(湛快)가 아마테라스(天照皇大神) 이하 11신을 권청해 신구마노곤겐(新熊野権現)이라 칭하였고, 단케이의 아들인 단조가 다나베 벳토가 되었다. 미나모토노 요시쓰네(源義経)의 가신으로 유명한 무사시보 벤케이는 이 단조의 아들이라 전하고 있는데, 그 자손을 칭하는 다이후쿠인(大福院)으로부터 바쳐진 벤케이가 막 태어났을 때 그 몸을 씻겼다는 솥이 이곳에 보관되어 있기도 하다. 《헤이케 이야기》(平家物語)에 따르면 지쇼-주에이의 난에서 단조가 이 신사에서 기르는 닭들을 붉은색과 흰색으로 나누어 투계를 했더니 흰 닭들이 이겼으므로 이를 계기로 겐지에 가담하기로 결정하였다는 일화를 싣고 있다. 신사의 이름 도케이(鬪鷄) 역시 이때의 일화에서 비롯된 것이다.
무장 개개인으로는 구마노의 후지시로 스즈키 씨(藤白鈴木氏) 가문이 있었는데, 스즈키 시게이에(鈴木重家) ・ 시게요시(重善)가 겐페이 전쟁에서 구마노 수군을 지휘해 겐지의 승리에 공헌하였다. 시게이에는 그 뒤에도 미나모토노 요시쓰네를 따라 고로모가와(衣川)까지 가서 요시쓰네와 함께 전사했다.
남북조 시대인 엔겐(延元) 원년/겐무(建武) 3년(1336년), 고다이고 천황의 황자였던 가네요시 친왕이 세이세이다이쇼군(征西大将軍)으로 임명되어 규슈로 보내졌을 때 가네요시 친왕이 고조 요리모토(五条頼元) 등의 보좌를 받으며 이요국(伊予国) 구스나 섬(忽那島)로 건너가, 그곳에서 우쓰노미야 사다야스(宇都宮貞泰)나 구마노 수군의 원조를 받아 몇 년간 머물렀다고 한다.
센고쿠 시대(戦国時代)에는 호리우치 씨(堀内氏)가 통치하였다.

## 참고 문헌
- 阪本敏行、2011、「熊野水軍 ―中世前期を中心にして―」、谷川健一・三石学(編)『海の熊野』、森話社 ISBN 978-4-86405-025-8 pp. 119–130
- 高橋修(編)、2009、「熊野水軍のさと ―紀州安宅氏・小山氏の遺産―」、清文堂出版 ISBN 978-4-7924-0661-5

## 같이 보기
- 헤이케 이야기
- 수군
- 아와 수군
- 무라카미 수군
- 마쓰라토